# Mario Echandi Jiménez
Mario José Echandi Jiménez (17 de junho de 1915 – 30 de julho de 2011)  foi um político costa-riquenho, tendo sido presidente de seu país de 1958 a 1962. Posteriormente ao seu mandato, concorreu às eleições duas outras vezes, em 1970 e 1982, não sendo eleito em nenhuma das duas.